# Thomas William Parsons
Thomas William Parsons (Boston, 1819 – Scituate, 1892) è stato un poeta statunitense.
Nel 1836 visse in Italia, dopodiché tornò a Boston pieno di amore per l'opera di Dante. Pubblicò The first ten cantos of the Inferno (1843), Inferno (1867), Purgatorio e Paradiso, oltre a molte liriche ispirate alla letteratura italiana.